# Zsuzsa Makai
Zsuzsa Makai (ur. 3 września 1945 w Oradei jako Suzana Makai, zm. 1987) – rumuńska szachistka, reprezentantka Węgier od 1978, mistrzyni międzynarodowa od 1970 roku.

## Kariera szachowa
W 1967 r. zwyciężyła w kołowym turnieju w Sofii, natomiast w 1968 r. podzieliła I m. (wspólnie z Anną Jurczyńską) w Piotrkowie Trybunalskim. W 1969 r. zdobyła srebrny medal na szachowej olimpiadzie w Lublinie, za indywidualny wynik na III szachownicy. Po raz drugi w turnieju olimpijskim wystąpiła w 1978 r. w Buenos Aires, zdobywając z reprezentacją Węgier srebrny medal. W 1979 r. zajęła II m. (za Nieves Garcíą Vicente) w kobiecym turnieju w Biel.
Najwyższy ranking w karierze osiągnęła 1 stycznia 1987 r., z wynikiem 2260 punktów dzieliła wówczas 59-60. miejsce na światowej liście FIDE, jednocześnie zajmując 8. miejsce wśród węgierskich szachistek.